# Jamie xx
Jamie xx, pseudonimo di James Thomas Smith (Londra, 28 ottobre 1988), è un disc jockey e produttore discografico britannico.

## Carriera
La sua carriera musicale inizia nel 2005, anno in cui diventa membro del gruppo The xx, in cui è produttore e disc jockey, nonché occasionalmente corista e percussionista.
Nel luglio 2009 adotta per la prima volta lo pseudonimo Jamie xx.
Alla fine del 2010, un remix di Jamie xx della canzone NY Is Killing Me dall'ultimo album di Gil Scott-Heron I'm New Here è andato in onda sulle stazioni radio di tutto il Regno Unito e in Europa. Il remix di I'll Take Care of U è seguito nel gennaio 2011. Entrambi i singoli hanno attirato l'attenzione del pubblico in generale e della critica. Hanno aperto la strada a un album remix di 13 tracce intitolato We're New Here, prodotto interamente da Jamie xx e accreditato a "Gil Scott-Heron and Jamie xx". L'album è stato pubblicato il 21 febbraio 2011 sull'etichetta XL Recordings, ma un'anteprima dell'intero album potrebbe essere trasmessa in streaming sul sito web di The Guardian già il 14 febbraio. We're New Here ha ricevuto il plauso della critica ed è stato definito "un capolavoro coeso e considerato a sé stante" da Ele Beattie della BBC.
Nel giugno seguente pubblica il doppio singolo Far Nearer/Beat For. Contestualmente è tra i produttori dell'album Take Care di Drake.
All'inizio del 2015, Smith pubblica i singoli Gosh e Loud Places (quest'ultimo con ospite Romy degli The xx), che anticipano l'uscita del suo primo album in studio, In Colour. Pubblicato dall'etichetta Young Turks il 2 giugno 2015, l'album raccoglie da subito ampi consensi da parte della critica specializzata.
Ad NME, in una intervista concessa a maggio, il producer afferma che il disco influenzerà il nuovo lavoro del trio previsto entro il 2015. L'album, intitolato I See You, viene poi pubblicato ufficialmente il 13 gennaio 2017, e ad oggi rimane il lavoro più recente del gruppo. 
Tra il 2022 e il 2024 Jamie ha pubblicato vari singoli stand-alone, continuando nel frattempo a collaborare con i propri compagni di band nei loro lavori solisti, producendo nel 2022 il debutto di Oliver Sim Hideous Bastards, e co-producendo l'anno successivo il primo lavoro solista di Romy,  Mid-Air. Il 15 aprile 2024 pubblica il Baddy on the Floor, primo estratto dal secondo album in studio In Waves, previsto per il 20 settembre 2024 e che vede la partecipazione tra gli altri di Romy, Oliver Sim, Panda Bear, Robyn, The Avalanches ed Erykah Badu. Dall'album vengono estratti altri tre singoli, Treat Each Other Right, Life e All Your Children, pubblicati rispettivamente il 4 e 17 giugno e il 30 luglio. Inoltre nell'edizione deluxe del disco verranno inclusi i quattro singoli stand-alone pubblicati precedentemente.
Il 17 luglio rivela inoltre di essere tornato a lavoro insieme a Romy ed Oliver Sim ad nuovo degli The xx. 

## Discografia

### Solista
Album
- 2011 – We're New Here (con Gil Scott-Heron)
- 2015 – In Colour
- 2024 – In Waves

Singoli
- 2010 - NY Is Killing Me
- 2011 - I'll Take Care of U
- 2011 - Far Nearer / Beat For
- 2014 - Girl / Sleep Sound
- 2014 - All Under One Roof Raving
- 2015 - Gosh / Loud Places (feat. Romy)
- 2015 - I Know There's Gonna Be (Good Times) (feat. Young Thug & Popcaan)